# 개암나무
개암나무(Asian hazel)는 낙엽 활엽관목으로 2~3m까지 자란다. 한국·일본·중국 등지에 분포한다.

## 생태

### 특징
산야에서 자란다. 새 가지에는 선모가 있어 수분을 공급한다.

### 잎
잎은 어긋나며 달걀꼴원형 또는 거꿀달걀꼴로 끝부분이 짧고 날카로우며 뾰족하다.
잎의 가장자리에 결각과 잔톱니가 있고 잎자루는 길이 1-2cm이다.
꽃은 암수한꽃으로서 3월에 피며 수꽃이삭은 전년도에 생기고,
2-5개가 가지 끝에서 밑으로 처지며 수꽃은 꽃턱잎 안에 1개씩 들어 있다.

### 열매
열매가 커짐에 따라 2개의 꽃턱잎이 잎처럼 발달하여 열매를 감싼다.
열매는 헤이즐넛(hazelnut)이고 공 모양의 견과(堅果)로서, 지름은 1.5-2.9cm이며 9월에 갈색으로 익는다.

## 쓰임새
열매인 개암을 생으로 먹거나 강장제로 사용한다.

## 사진

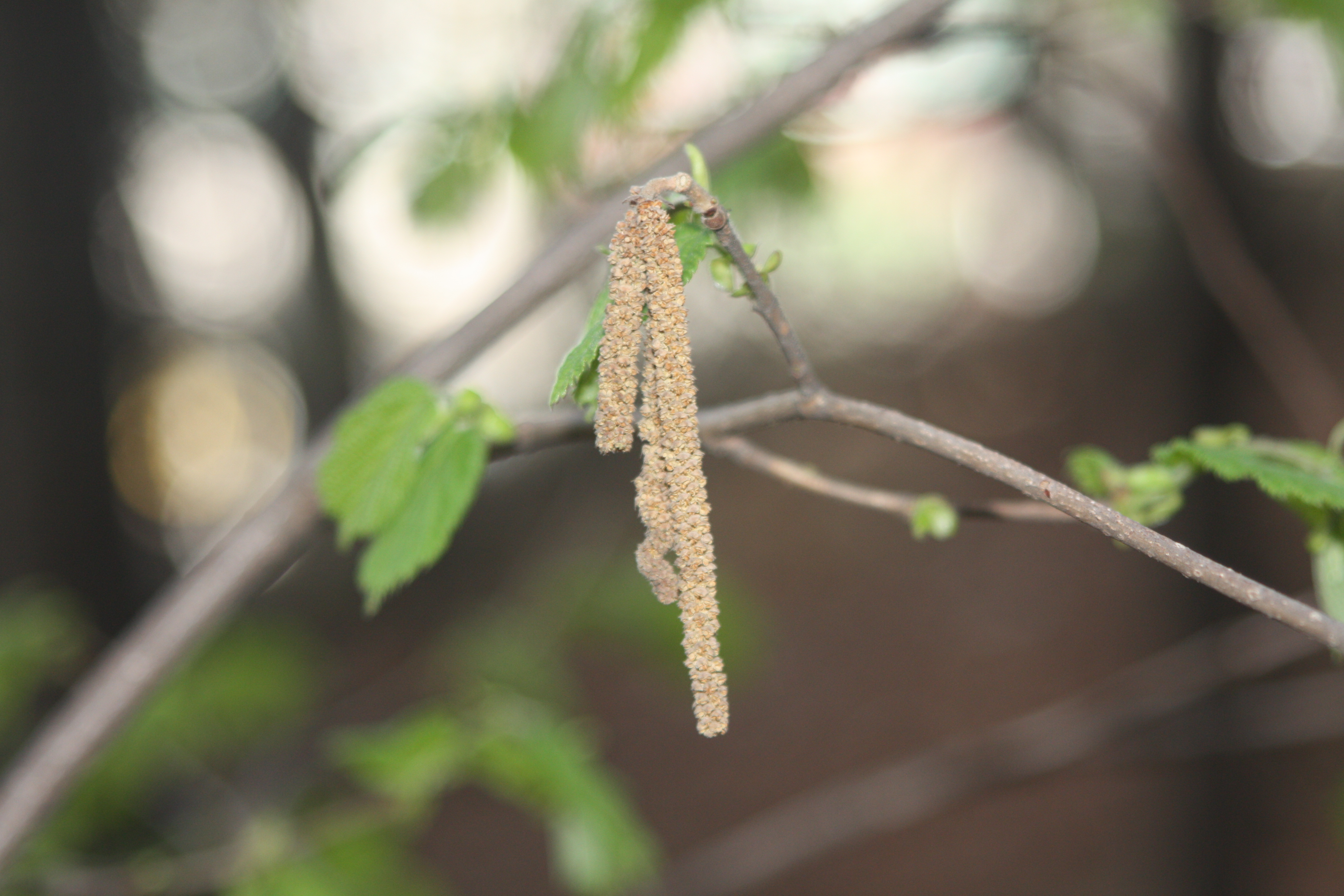
수꽃
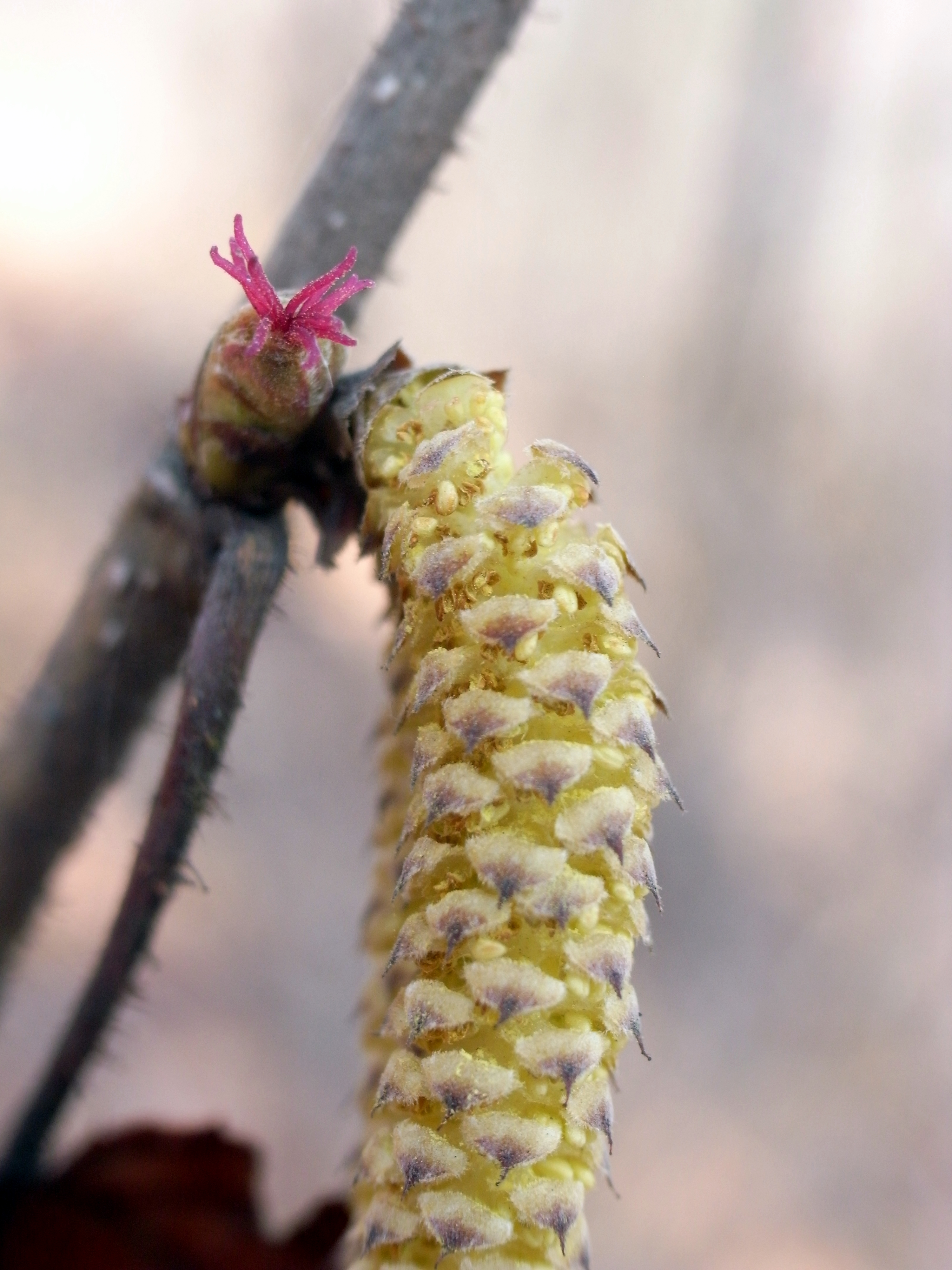
암꽃과 수꽃. 위쪽 붉은빛 실같이 보이는 것이 암꽃이다.
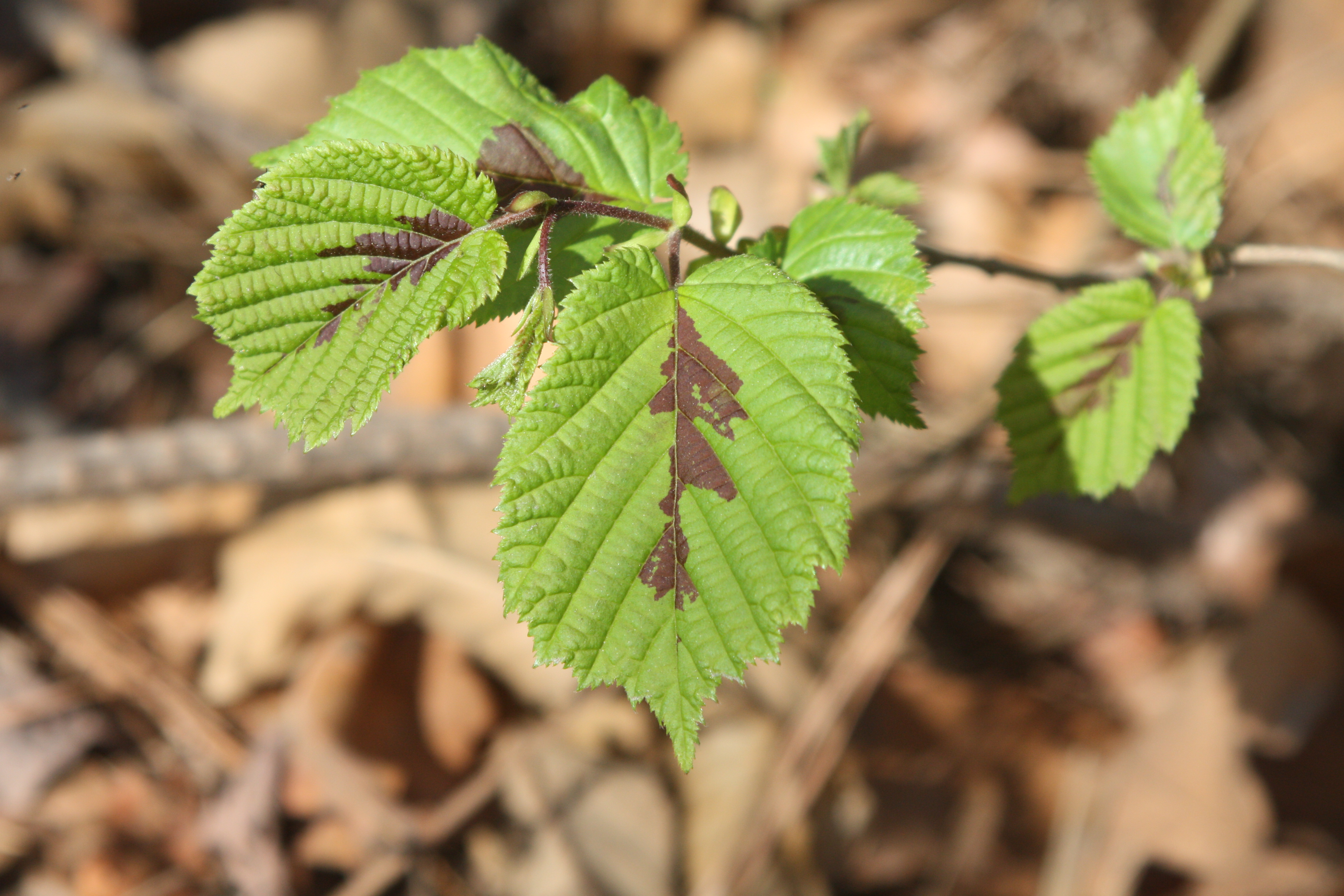
잎
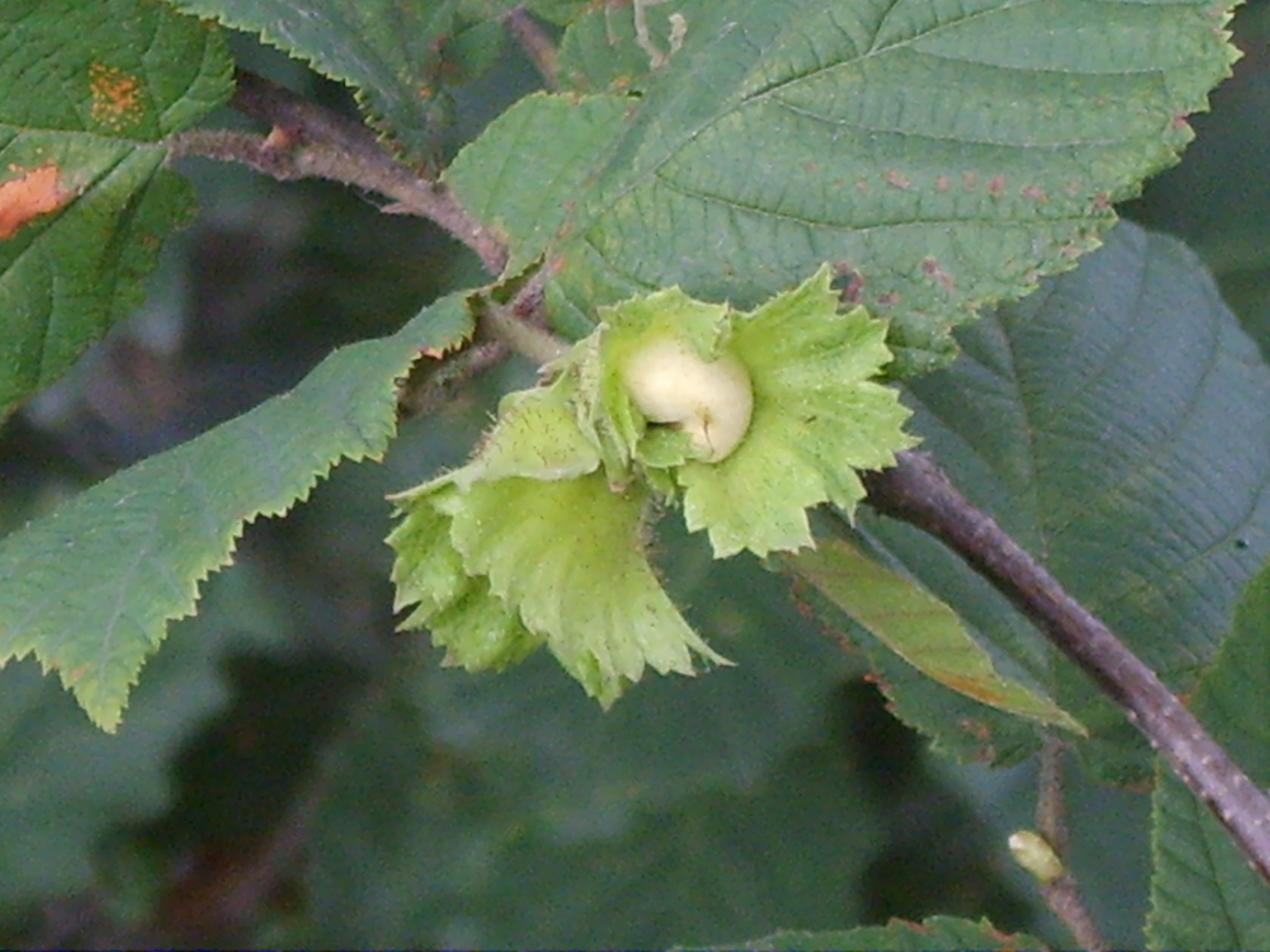
개암

## 같이 보기
- 개암(헤이즐넛, hazelnut)

## 참고 문헌
- 이 문서에는 다음커뮤니케이션(현 카카오)에서 GFDL 또는 CC-SA 라이선스로 배포한 글로벌 세계대백과사전의 내용을 기초로 작성된 글이 포함되어 있습니다.